# Великописаревский район
Великопи́саревский райо́н, ранее Бо́льше-Пи́саревский (укр. Великописарівський район) — упразднённое административно-территориальное образование в Сумской области Украины.

## Географическое положение
Великописаревский район расположен на юге Сумской области. С ним соседствуют
Краснопольский,
Тростянецкий,
Ахтырский районы Сумской области,
Краснокутский,
Богодуховский,
Золочевский районы Харьковской области и
Белгородская область России.
Административным центром района является посёлок городского типа (c 1959 года) Великая Писаревка, расположенный на реке Ворскла (бассейн Днепра), на расстоянии 90 км от областного центра Сумы.
По территории района протекают реки
Ворскла,
Ворсклица,
Пожня,
Веселая,
Березовка,
Иваны,
Рябинка,
Братеница,
Понуры.

## Население
В 1979 году население района составляло 37 200 человек, в 2001 году — 27 222 человека (в том числе городское — 8755 человек, сельское — 18 467 человек).
По состоянию на 1 января 2019 года, население района составляло 17 984 человека (6 934 городского и 11 050 сельского).

## История
Великописаревский район образован в 1923 году как Бо́льше-Пи́саревский (укр. Велико-Писарівський) в составе Богоду́ховского о́круга Харьковской губернии Украинской ССР.
25 сентября 1923 года Богодуховский округ был переименован в Ахты́рский, а 3 июня 1925 года упразднён. После этого район вошёл в состав Харьковского округа УССР.
После упразднения округов в Украинской ССР Больше-Писаревский район перешёл в республиканское подчинение.
Район с 1920-х годов и некоторое время после ВОВ являлся «национальным русским», одним из четырёх национальных русских районов Харьковской области (наряду с Алексеевским, Староверовским и Чугуевским), каковым являлся до послевоенного(?) времени.
С 27 февраля район 1932 года вошёл в состав новообразованной Харьковской области.
С 10 января 1939 года — в Сумской области.
Район был упразднён 30 декабря 1962 года, затем восстановлен 8 декабря 1966 года.
17 июля 2020 года в результате административно-территориальной реформы район вошёл в состав Ахтырского района.

## Административное устройство
Район включал в себя:
| - Поселковых советов: 2 - Сельских советов: 14 | - Посёлков городского типа: 2 - Сёл: 39 |

### Местные советы[10]
| - Великописаревский поселковый совет - Кириковский поселковый совет - Вольненский сельский совет - Высшевеселовский сельский совет - Дмитровский сельский совет - Добрянский сельский совет - Ивановский сельский совет - Катанский сельский совет | - Пожнянский сельский совет - Поповский сельский совет - Россошевский сельский совет - Рябиновский сельский совет - Солдатский сельский совет - Тарасовский сельский совет - Яблочненский сельский совет - Ямненский сельский совет |

### Населённые пункты[11]
| с. Александровка с. Березовка с. Братеница с. Василевка пгт Великая Писаревка с. Веселое с. Вольное с. Высшевеселое с. Дмитровка с. Добрянское с. Дружба с. Ездецкое с. Заводское с. Ивановка | с. Катанское с. Катериновка пгт Кириковка с. Копейки с. Крамчанка с. Луговка с. Лукашовка с. Майское с. Маракучка с. Мирное с. Пожня с. Пономаренки с. Поповка с. Родное | с. Россоши с. Рябина с. Сидорова Яруга с. Солдатское с. Спорное с. Станичное с. Стрелецкая Пушкарка с. Тарасовка с. Шевченково с. Широкий Берег с. Шурово с. Яблочное с. Ямное |

#### Ликвидированные населённые пункты[12]
| с. Мирное |

## Транспорт
Через район проходит железнодорожная линия Сумы — Богодухов, станция Кириковка.